# Unión Hidalgo, Berriozábal
Unión Hidalgo är en ort i Mexiko.   Den ligger i kommunen Berriozábal och delstaten Chiapas, i den sydöstra delen av landet, 700 km öster om huvudstaden Mexico City. Unión Hidalgo ligger 388 meter över havet och antalet invånare är 153.
Terrängen runt Unión Hidalgo är kuperad. Runt Unión Hidalgo är det ganska tätbefolkat, med 83 invånare per kvadratkilometer. Närmaste större samhälle är Nuevo Mezcalapa, 5,4 km väster om Unión Hidalgo. Omgivningarna runt Unión Hidalgo är en mosaik av jordbruksmark och naturlig växtlighet.